# اولریک یانسون
اولریک یانسون (سوئدی: Ulrik Jansson؛ زادهٔ ۲ فوریهٔ ۱۹۶۸) بازیکن فوتبال اهل سوئد بود.
از باشگاه‌هایی که در آن بازی کرده‌است می‌توان به باشگاه فوتبال هلسینگبورگس، باشگاه فوتبال ورنمو، و باشگاه فوتبال اوسترش اشاره کرد.
وی همچنین در تیم‌های ملی فوتبال زیر ۲۱ سال سوئد و سوئد بازی کرده‌است.